# Halictophagus callosus
Halictophagus callosus är en insektsart som beskrevs av Richard Mitchell Bohart 1943. Halictophagus callosus ingår i släktet Halictophagus och familjen kamvridvingar. Inga underarter finns listade i Catalogue of Life.